# Штат Велен
Штат Велен (њем. Stadt Wehlen) град је у њемачкој савезној држави Саксонија. Једно је од 41 општинског средишта округа Зексише Швајц-Остерцгебирге. Према процјени из 2010. у граду је живјело 1.705 становника. Посједује регионалну шифру (AGS) 14628370.

## Географски и демографски подаци
Штат Велен се налази у савезној држави Саксонија у округу Зексише Швајц-Остерцгебирге. Град се налази на надморској висини од 220 метара. Површина општине износи 10,8 km². У самом граду је, према процјени из 2010. године, живјело 1.705 становника. Просјечна густина становништва износи 158 становника/km².